# Victor Schröter
Víktor Aleksándrovich Schröter (en ruso: Виктор Александрович Шрётер) (San Petersburgo, 27 de abril de 1839 - San Petersburgo, 16 de abril de 1901) fue un arquitecto ruso de origen alemán del Báltico y profesor de arquitectura en la Academia Imperial de las Artes.
Schröter fue un representante del estilo racionalista de transición del eclecticismo al Art Nouveau. En 1882, fue nombrado Arquitecto en Jefe de los Teatros Imperiales.
La Sociedad de Arquitectos de San Petersburgo fue fundada gracias a su iniciativa.
Era profesor de la Academia de Bellas Artes de San Petersburgo y en el Instituto de Ingeniería Civil. También fue editor de la revista Zodchi.  
Entre 1880 y 1883, construyó la Gran Sinagoga Coral de San Petersburgo, también conocida simplemente como Bolshaya Sinagoga (Gran Sinagoga), el tercer templo judío más grande de Europa. Fue el arquitecto que amplió el Teatro Mariinski. 
Falleció el 16 de abril de 1901 y fue enterrado en el cementerio luterano Smolénskoe.

## Obras
Schröter construyó teatros, fábricas, edificios de departamentos, iglesias, sinagogas y casas particulares.
1. Hospital Birzhevaya (avenida Bolshói, 27 de la isla Vasílievski)
2. Ampliación del Teatro Mariinski. Edificio del Teatro Mariinski. Plaza Teatrálnaya, 1. Reestructuración y ampliación. (1883-1886, 1894-1896) Ampliado y reconstruido).
3. Iglesia luterana de madera de Santa María (calle Sytninskaya, 11, no existe más)
4. Edificio del Banco Ruso de Comercio Exterior (calle Bolshaya Morskaya, 32)
5. Monumento a Catalina II. Plaza Ostróvskogo. 1862-1873. Junto con D. I. Grimm según el proyecto de M. O. Mikeshin. Sk. A. M. Opekushin, M. A. Chizhov.
6. Asilo de la isla Meshchansky. Avenida Moskovski, 95. 1864-1870. Junto con E. K. Werheim.
7. Edificio de apartamentos. Etc. Rimski-Kórsakov, 23 - calle B. Podyácheskaya, 18. Perestroika. 1868-1869.
8. Edificio de la casa comercial de I. A. Kumberg. Calle B. Morskaya, 19. Perestroika. 1868-1869. (Reconstruido).
9. Edificio de apartamentos. Calle Gorójovaya, 46. Perestroika. 1871-1872. Junto con I. S. Kitner.
10. Casa de apartamentos y fábrica de seda de A. I. Nissen. Coger. r. Fontanka, 183 - calle. Labutina, 34 - Calle Kalinkinski, 1. 1872-1873. Junto con I. S. Kitner.
11. Iglesia Luterana de St. María y el edificio de la escuela. Calle Sytninskaya, 11 - Calle Kronvérkskaya, 6. 1872-1874. Junto con I. S. Kitner. (No conservado).
12. Edificio de apartamentos de V. F. Strauss. 2da línea, 9 - st. Repina, 10. 1873-1874. Junto con I. S. Kitner.
13. Mansión de M. M. Ustinov. Calle Mojovaya, 3. Perestroika. 1875.
14. Edificio de viviendas. Calle Pochtámtskaya, 11. Perestroika. 1875-1876.
15. Edificio de apartamentos. Calle. Chaikovski, 65-67. Extensión. 1875-1876, 1885.
16. Casa de apartamentos de A. O. Meyer. Calle. Marata, 66 - calle Socialista, 22. 1876.
17. Edificio de viviendas. Calle Kavalergárdskaya, 20. 1876-1877. (Agregado).
18. Edificio de San Petersburgo. Isla de crédito de la ciudad. Plaza Ostróvskogo, 7. Proyecto inicial. Finalizado por E. F. Kruger, implementado en 1876-1879 por E. G. Jurgens.
19. Edificio de apartamentos de G. F. Vuchijovski. Etc. Rimski-Kórsakov, 33. 1877.
20. Edificio de apartamentos de A. I. Rezanov. Calle Mojovaya, 28. 1878. Junto con I. S. Kitner. (Agregado).
21. Mansión del G. A. Corps. 1ra línea, 4 - st. Répina, 3. Reestructuración y ampliación. 1879.
22. Mansión de AK Pampel. Avenida Inglesa, 6. 1880-1881.
23. El edificio de la empresa de productos textiles "Shtol and Shmit". Calle M. Morskaya, 11. 1880-1881.
24. Orfanato y escuela de la Iglesia de Letonia. Calle Podólskaya, 2, lado derecho. 1881-1882. (Agregado).
25. Edificio de apartamentos de A. A. Shreter. Calle Zoológica, 1-3, lado izquierdo. 1881-1882.
26. Mansión de H. I. Lorgus. Línea 17, 20. 1882.
27. Salón de decoración y almacén de la Dirección Imperial. teatros Calle B. Podyácheskaya, 20. Perestroika. 1883-1884.
28. Edificio de almacenes de la Dirección Imperial. teatros Por. Matvéieva, 3, patio. 1883-1885.
29. Edificio de apartamentos de V. A. Ratkov-Rozhnova. Avenida Zágorodny, 39 - Calle Gorójovaya, 79. Proyecto inicial. 1884. Construido en 1885-1886 por L. N. Benoit.
30. Edificio del Banco Ruso de Comercio Exterior. Calle B. Morskaya, 32. 1887-1888.
31. Conjunto de edificios del Hospital de Comerciantes de Bolsa en memoria de Alejandro II. Avenida Bolshói V.O., 77 -línea 23, 14-16. 1887-1889. (Extendido).
32. Mansión de S. V. Lindes. Calle Galérnaya, 65. 1888.
33. Sala de gimnasia y recreación de la escuela de San Petersburgo. Ana. Calle. Saltykova-Schedriná, 8, patio. 1888.
34. Edificio de apartamentos de A. F. Clark. Pl. Truda, 1 - terraplén Angliyskaya, 38 - calle Galérnaya, 39. Reestructuración y ampliación. 1889-1890. (Agregado).
35. Mansión de V. A. Shreter. Coger. r. Moiki, 114 - calle. Písareva, 2. 1890-1891.
36. Edificio de apartamentos de V. A. Shreter. Calle. Písareva, 4. 1891-1892.
37. Edificio de apartamentos. Coger. Canal Griboyédova, 34 - carril Bánkovski, 1 - carril Moskatelni, 2. Perestroika. 1891-1892.
38. Edificios residenciales de la planta de Ludwig Nobel. Lesnoy pr., 20, edificios 3-5, 11. 1893-1895.
39. Naves industriales de la planta de Ludwig Nobel. Avenida B. Sampsónievski, 28, patio. 1893-1896.
40. Decoración del teatro y del establecimiento de carruajes. Avenida Voznesenski, 39. 1894, 1897.
41. Edificio de apartamentos. Rimski-Kórsakov, 107. 1895.
42. Museo de la Isla Quirúrgica Rusa en memoria de N.I. Pirogov. Terraplén de Výborgskaya, 5. Perestroika. 1895-1896. (No conservado).
43. Edificio de la Administración Principal de Aparatos. Calle Mojovaya, 40. 1895-1897, 1900. (Agregado).
44. Edificio de apartamentos de V. A. Shreter. Coger. r. Moiki, 112. 1897-1899.
45. Edificios de apartamentos. Nevsky pr., 90-92, patio, edificios central y occidental. 1898-1899.
46. Cuartel de los Salvavidas. Regimiento Preobrazhenski. Calle Fontánnaya, 6-st. Conexión Roja, 15. 1899. (?)
47. Lápida de D. D. y A. A. Sokolov en el cementerio Novodevichy. Moskovski Ave., 100. 1899.
48. Lápida de los Nissen en el cementerio luterano de Smolensk. Coger. r. Smolenski, 9. Década de 1890.
49. Reconstrucción del edificio de la Asamblea Noble. Calle Italiánskaya, 9 - Calle Mijáilovskaya, 2. Proyecto -1894. Implementado en 1899-1900 por A.P. Maksímov. (El vestíbulo no ha sobrevivido).
50. Taller de decoración y salón de la Dirección Imperial. Teatros Calle. Písareva, 20. 1900.
51. Mansión de F. G. Kozlyaninov. Calle. Písareva, 10. Ampliación. 1900.